# Tabanus circumseptus
Tabanus circumseptus är en tvåvingeart som beskrevs av Krober 1930. Tabanus circumseptus ingår i släktet Tabanus och familjen bromsar. Inga underarter finns listade i Catalogue of Life.